# انجاث
انجاث (بالألمانية: Angath) هي بلدية في منطقة كوفشتاين في ولاية تيرول، النمسا.